# 小行星6716
小行星6716（英語：6716）是一颗围绕太阳公转的小行星。1990年9月14日，亨利·E·霍爾特在帕洛马山发现了此天体。
这颗小行星的绝对星等为261.4405656514684等。